# 텔레스코핑 볼트

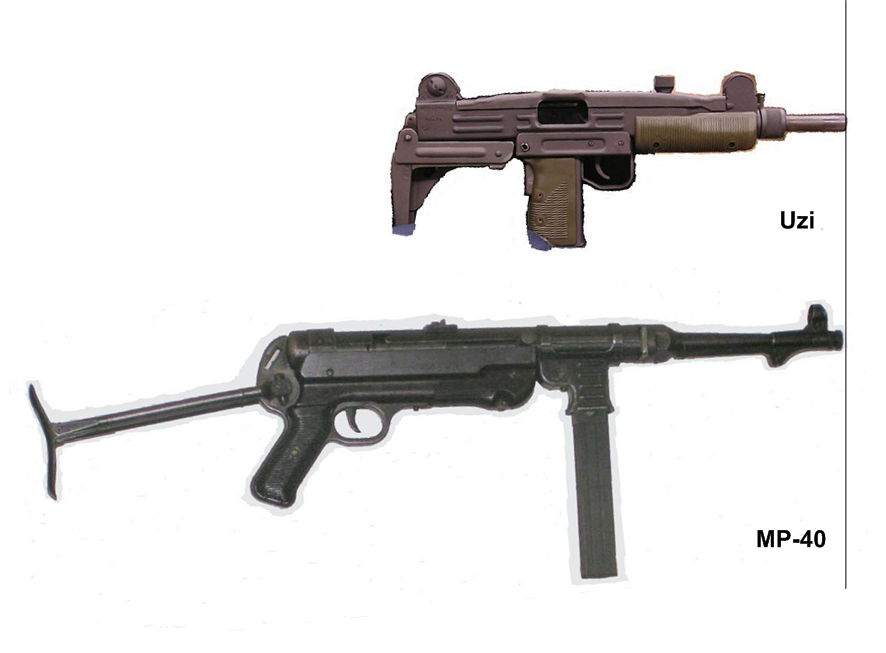
250mm(10인치) 총열을 갖춘 9×19mm 기관단총 2개, Uzi(신축 볼트 포함) 및 MP40(신축 볼트 없음), 신축 메커니즘의 컴팩트함을 보여준다.

텔레스코핑 볼트(telescoping bolt) 또는 오버헝 볼트(overhung bolt)는 텔레스코픽 방식으로 총열의 약실 끝 부분을 감싸서 지나가는 총기용 볼트이다. 이러한 특징은 기관단총과 같은 무기에 필요한 길이를 크게 줄이고, 권총처럼 "지시 가능성"(pointability)을 제공하는 방식으로 권총 손잡이 주위에서 균형을 이루는 컴팩트한 디자인을 가능하게 한다.
총미 뒤에 완전히 맞도록 볼트를 줄이는 것이 더 간단하고 쉬울 수 있지만, 주어진 구경에서 안정적으로 작동하려면 볼트가 일정량의 질량을 가져야 한다. 텔레스코핑 볼트는 해당 질량의 일부를 볼트 면 앞으로 이동시켜 볼트가 전체적으로 더 길어질 수 있지만 볼트 면 뒤에서는 더 짧아진다.
기술적으로는 다르고 뚜렷한 개념이지만 거의 모든 텔레스코픽 볼트 기관단총은 무기를 잡고 발사하는 데 사용되는 권총 손잡이에 있는 탄창을 사용한다. 그러나 Kel-Tec SUB-2000과 같이 접이식 볼트를 사용하지 않고 그립에 탄창이 있는 블로우백 총기도 있다.

## 예시
- 우지 (기관단총)
- 스텐 기관단총
- 잉그램 MAC-10
- 잉그램 MAC-10